# Eburia longicornis
Eburia longicornis là một loài bọ cánh cứng trong họ Cerambycidae.